# 香川県道141号石田東志度線
香川県道141号石田東志度線（かがわけんどう141ごう いしだひがししどせん）は、香川県さぬき市を通る一般県道である。

## 概要

### 路線データ
- 起点：さぬき市寒川町石田東（寒川町本村西交差点、香川県道10号高松長尾大内線交点）
- 終点：さぬき市志度（天野峠西交差点、国道11号交点、香川県道136号志度小田津田線終点）
- 総延長：7.924 km

## 路線状況

### 重複区間
- 香川県道140号富田西鴨庄線（さぬき市寒川町神前）
- 香川県道37号三木津田線（さぬき市寒川町神前 - さぬき市造田乙井）

## 地理

### 通過する自治体
- さぬき市

### 交差する道路
| 交差する道路                                                               | 交差する場所 | 交差する場所              |
| -------------------------------------------------------------------------- | ------------ | ------------------------- |
| 香川県道10号高松長尾大内線                                                 | 寒川町石田東 | 寒川町本村西交差点 / 起点 |
| 香川県道140号富田西鴨庄線 重複区間起点                                     | 寒川町神前   |                           |
| 香川県道37号三木津田線 重複区間起点 香川県道140号富田西鴨庄線 重複区間終点 | 寒川町神前   |                           |
| 香川県道37号三木津田線 重複区間終点                                        | 造田乙井     |                           |
| E11 高松自動車道                                                           | 末           | 13 志度IC                 |
| 香川県道272号高松志度線                                                    | 志度         |                           |
| 国道11号 香川県道136号志度小田津田線                                       | 志度         | 天野峠西交差点 / 終点     |

### 交差する鉄道
- 高徳線

### 沿線
- さぬき市寒川庁舎
- さぬき市立神前小学校